# Obrana i zaštita
Obrana i zaštita é um filme de drama de coprodução croata e bósnia lançado em 2013 e dirigido por Bobo Jelčić.